# Давньогрецькі колонії Північного Причорномор'я
Давньогрецькі міста Північного Причорномор'я — міста-держави, засновані греками в період VII–V століть до н. е. на узбережжі Чорного моря в межах сучасної території України.

## Історія колонізації
Головною причиною давньогрецької колонізації була переважно примусова еміграція частини вільного населення з рабовласницьких полісів самої Греції. Найбільше переселялося сюди греків з Мілета та інших малоазійських грецьких міст. Пізніше відбувалося переселення з деяких острівних міст та з метрополії, зокрема з Афін. Північне Причорномор'я вабило греків своїми хлібними, рибними та іншими багатствами. В розвитку торгівлі була зацікавлена також місцева знать, яка одержувала предмети розкоші, зброю, вино, оливкову олію, тканини, розписну кераміку та інше.
Першими мореплавцями Чорного моря були стародавні критяни. 1975 року біля Каліакри (Болгарія) на археологічних розкопах знайшли кам'яний якір критського корабля, датований XVI століттям до н. е.
Найдавнішим на території України було грецьке поселення на острові Березань, засноване в VII столітті до н. е. Найбільшими грецькими колоніями в Причорномор'ї були Тіра (на місці сучасного Білгорода-Дністровського), Ольвія (біля села Парутиного, на правому березі Бузького лиману), Керкінітида (на місці сучасної Євпаторії), Херсонес (на території сучасного Севастополя), Феодосія, Пантікапей (на місці сучасної Керчі). Виникнувши як колонії грецьких міст-метрополій, античні міста невдовзі стали самостійними рабовласницькими містами-державами. Ольвія, Тіра, Херсонес і деякі інші впродовж свого існування були самоврядними містами — полісами. Міста, засновані на узбережжі Керченської протоки, в V ст. до н. е. ввійшли до складу Боспорського царства, яке утворилось 480 р. до н. е.
З початку III ст. н. е. через кризу рабовласницького ладу почався занепад античних міст, а навала гунів (IV ст.) призвела до їхньої загибелі. Проте деякі грецькі міста продовжили своє існування, зокрема Херсонес (Корсунь руських літописів) остаточно був зруйнований 1399 року, а Білгород-Дністровський ЮНЕСКО віднесло до 10 найдавніших міст світу з безперервним існуванням.
Частина населення Херсонеської округи у середньовіччі стала ядром князівства Феодоро у південному Криму, мешкали греки і в генуезьких колоніях на узбережжі. Князівство захопили турки-османи 1475 року, а остаточно православне населення (переважно грецьке) примусово виселили з Криму за наказом Катерини ІІ (1778; пізніше частково повернулося) та за наказом Й. Сталіна у 1944 р.

## Економіка та суспільство
В містах розвивалися металургійне, каменярське, деревообробне, гончарне, ювелірне, кісткорізне та інші ремесла, а також рибальський промисел і виноробство. В міста Греції, Малої Азії, Єгипту з цих міст вивозили хліб, рибу, хутра, продукти тваринництва тощо. Економічною основою античних міст-держав Північного Причорномор'я були сільське господарство, різні ремесла і промисли. Важливу роль відігравала торгівля з населенням причорноморських степів і з центрами Середземномор'я. В архітектурі міст Північного Причорномор'я переважали загальногрецькі античні містобудівельні традиції, проте з часом тут були вироблені свої особливості, які виявилися у мішаному греко-«варварському» характері архітектури. Ремісничі квартали та найбідніші житла містилися здебільшого на околицях міст.
Основу сільського господарства становило вирощування зернових злакових культур. Значну роль відігравало й скотарство. Важливе місце займало виноградарство. Городництво, садівництво, баштанництво відігравали допоміжну роль. Головними злаковими культурами були ячмінь, просо, пшениця, жито, гречка. Рівень розвитку зернового виробництва не тільки забезпечував потреби населення, але й давав можливість вивозити зерно в Середземномор'я. Виноградарство було основою виноробства та виноторгівлі. Ринками для продажу вина були землі Скіфії, потім Сарматії. Розводили велику рогату худобу, дрібну рогату худобу, свиней, коней, віслюків. Важливе місце посідав рибний промисел. У Середземномор'ї був великий попит на понтійську рибу (Чорне море греки називали Понт). Основні міста Північного Причорномор'я мали розвинені монетні системи. Монети карбували Тіра, Ольвія, Пантікапей, Німфей, Феодосія, Фанагорія.
Населення античних міст Північного Причорномор'я складалося з греків і вихідців із місцевих племен. Міста мали постійний економічний і культурний взаємовплив і зв'язки з місцевими племенами: скіфами, сарматами, таврами, фракійцями та іншими.

## Культура давньогрецьких міст Північного Причорномор'я
Побут і культура античних держав Північного Причорномор'я мали багато спільного зі способом життя та культурою всього античного світу. Під впливом давньогрецької культури поширилася грамотність. Значна увага приділялася фізичній підготовці юних громадян. Для занять спортом споруджували спеціальні будинки-гімнасії. Популярними були спортивні змагання з п'ятиборства, бігу, стрільби з лука тощо. Про поширення медичних знань свідчать знахідки бронзових і кістяних медичних інструментів. В Ольвії діяла аптека.
Певного розвитку набули історія, географія, філософія. Історію Херсонесу написав історик Сіріск (ІІІ ст. до н. е.). З географів варто згадати Діонісія Ольвіанського (І ст. до н. е.). Важливе місце у суспільному і культурному житті посідав театр. Театри діяли в Ольвії, Херсонесі, Пантікапеї. Мистецтво античних держав Північного Причорномор'я являє собою складне переплетення еллінської традиційної культури і надбань місцевих племен. Для мистецтва VI-І ст. до н. е. характерне переважання еллінських художніх традицій. У I–VI ст. н. е. значно поширилися «варварські» елементи, водночас відчувся вплив провінційної римської традиції. Набув поширення живопис, розвивалося мистецтво мозаїки, вазопис, скульптура, коропластика — виробництво теракотових статуеток (теракоти зображають персонажів античної міфології, птахів, тварин). Була також розвинена різьба по дереву та кістці.
Релігія була політеїстичною. Були два етапи у розвитку релігії причорноморських міст. Перший (VI–I ст. до н. е.) характеризується існуванням давньогрецького пантеону божеств, другий (I–IV ст. н. е.) — появою в релігії полісів культів негрецького походження, запровадження культу римських імператорів і формування монотеїстичної релігії — християнства. У кінці III ст. н. е. на Боспорі з'явилися перші ознаки християнства, а протягом перших десятиліть IV ст. н. е. тут сформувалася християнська громада на чолі з єпископом. У списках Нікейського собору 325 р. згадується ім'я боспорського єпископа Кадма.

## Деякі міста

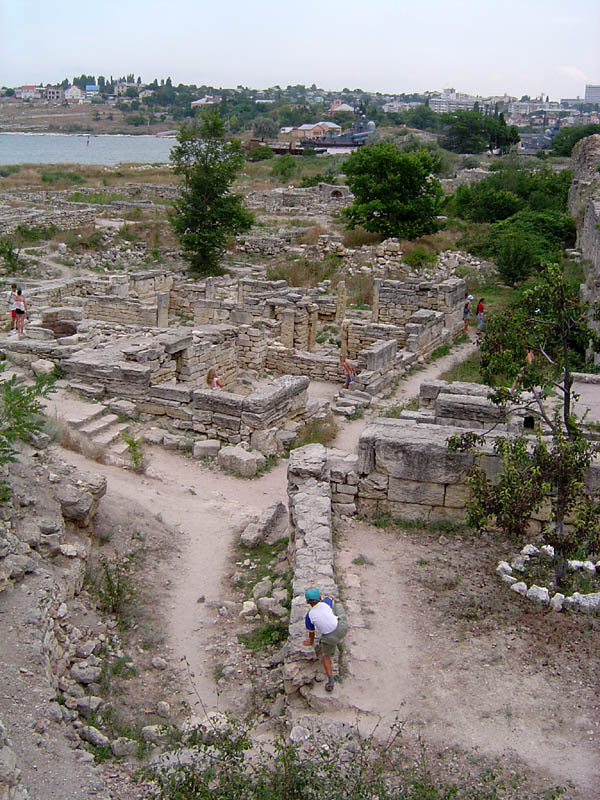
Розкопки полісу Херсонес в Криму

- Борисфеніда існувала як місто-держава у VII ст. до н. е.; була найдавнішим грецьким поселенням Причорномор'я. Пізніше центр колонії перемістився до Ольвії. Зараз острів (Миколаївська область).

- Херсонес (пізніше Корсунь) заснований у 422–420 рр. до н. е. переселенцями з Гераклеї Понтійської і проіснував до XIV ст. н. е. (тобто майже два тисячоліття). У V–I ст.ст. до н. е. це було автономне місто-держава, у I–IV ст.ст. н. е. — аристократична республіка, залежна від Риму, а з IV ст. — від Візантії. Посилившись, Херсонес контролював весь західний Крим, але втратив його в боротьбі з скіфами і сарматами. Саме через Корсунь 988 року в Київську Русь офіційно прийшло християнство візантійського обряду. Зараз — історико-археологічний заповідник «Херсонес Таврійський» (м. Севастополь).

- Ольвія існувала як місто-держава приблизно з 600 р. до н. е. і до IV ст. н. е. Заснована переселенцями з грецького Мілета. Зараз с. Парутине (Миколаївська область).

- Керкінітида заснована як місто-держава у VI ст. до н. е. і проіснувала як грецька колонія майже до кінця IV ст. н. е. Належала деякий час скіфам і Херсонесу. Зараз місто Євпаторія (Автономна Республіка Крим).

- Калос-Лімен (в перекладі «Гарна Гавань») — на місці сучасного селища Чорноморське на півострові Тарханкут. Засноване іонійцями у IV ст. до н. е. Наприкінці того ж століття увійшла до складу володінь Херсонесу. Стала ареною протистояння між греками та скіфами й сарматами. Остаточно мешканці покинули місто в IV столітті.

- Тіра (також Офіусса) заснована як місто-держава у VI ст. до н. е. переселенцями з грецького Мілета. Зараз місто Білгород-Дністровський (Одеської області).

- Феодосія заснована як місто-держава у VI ст. до н. е. греками — вихідцями з Мілета, була центром торговельних зв'язків. У IV ст. до н. е. була захоплена Боспорським царством. Зараз місто Феодосія (Автономна Республіка Крим).

- Пантікапей заснований як місто-держава у VI ст. до н. е. З 480 р. до н. е. — столиця Боспорського царства (на берегах Керченської протоки), до складу якого поступово увійшли навколишні грецькі колонії і деякі варварські племена (меоти, сінди) на Кубані; низку міст було засновано вже царями Боспору. Серед населених пунктів Боспорського царства відомі, зокрема, Тірітака, Німфей, Кімерик, Ілурат, Кітей, Мірмекій, Гераклій, Зенонів Херсонес, Порфмій, Тірамба, Патрей, Парфеній, на «азійському» узбережжі протоки — Фанагорія, Гермонасса, Кепи, Горгіппія, Бата, Ахіллій, Кімерій, Коркондама. Після тривалої боротьби з Херсонесом, скіфами, сарматами царство було приєднане до Понтійської держави, а потім опинилось у залежності від Риму. Зараз на місті Пантікапею — сучасне місто Керч (Автономна Республіка Крим).

Навколо великих полісів існували сільськогосподарські поселення та маєтки, округа мала назву «хора». Також по узбережжю існували й дрібні поселення — наприклад лише на ділянці між Дністром та Південним Бугом, за деякими даними, налічувалось близько 30 поселень, зокрема Одесс, Скопели, Гавань Істріан (на території Одеси), Гавань Іако (Асіаків), Ніконій. Між Тірою та Дунаєм (Істром) Арріан називає такі поселення, як Неоптолемове (з маяком), Кремніски, Антіфілове (у теперішній час, ймовірно, затоплені морем).

## Наслідки
Тисячолітня історія античної цивілізації у Північному Причорномор'ї мала надзвичайно серйозні наслідки. По-перше, у ході колонізації на місцевий ґрунт було перенесено демократичний полісний устрій, що сприяло становленню державотворчої традиції на території сучасної України. По-друге, грецькі переселенці не тільки передали місцевому населенню прогресивні технології землеробства та ремесла, а й активно залучили його до товарно-грошових відносин. По-третє, виникнення античних міст-держав зумовило розгортання процесу урбанізації Причорномор'я. По-четверте, різнобічні контакти місцевих племен з колоністами сприяли поширенню досвіду та здобутків найпередовішої на той час античної культури. У своїй сукупності всі ці процеси не тільки помітно прискорили темпи історичного розвитку населення Криму, Подністров'я, Побужжя та Подніпров'я, а й на тривалий час визначили південний вектор цивілізаційної орієнтації, що надалі сприяло тісним контактам Київської Русі та спадкоємиці грецької культури, колишньої еллінської колонії — Візантії.